# Monica Musonda
Monica Musonda, född ca. 1976, är en zambiansk jurist och entreprenör. 
Efter en juridikexamen från University of Zambia arbetade hon en tid hos landets Attorney General, innan hon flyttade till London där hon tog en masterexamen vid University of London. 2000 började hon arbeta på advokatfirman Edward Nathan Sonnenbergs (nu ENSafrica) i Johannesburg. Från 2006 arbetade hon på Internationella finansieringsbolaget i Washington. 2008 flyttade hon till Nigeria för att arbeta för Aliko Dangote, en nigeriansk affärsman. Sex år senare återvände hon till Lusaka och startade företaget Java Foods, vars första och alljämnt viktigaste produkt är snabbnudlar. 

## Utmärkelser
- 2017 African Agribusiness Entrepreneur of the Year award[1]
- 100 Women (BBC) 2022[2]